# Cile ai Giochi della XXIX Olimpiade
Il Cile ha partecipato ai Giochi della XXIX Olimpiade di Pechino, svoltisi dall'8 al 24 agosto 2008, con una delegazione di atleti.

## Medaglie
| Medaglia | Atleta            | Sport  | Evento             |
| -------- | ----------------- | ------ | ------------------ |
| Argento  | Fernando González | Tennis | Singolare maschile |

## Atletica leggera
| Gara     | Atleta             | Batterie | Batterie | Quarti | Quarti | Semifinali | Semifinali | Finale    | Finale |
| Gara     | Atleta             | Tempo    | Pos.     | Tempo  | Pos.   | Tempo      | Pos.       | Tempo     | Pos.   |
| -------- | ------------------ | -------- | -------- | ------ | ------ | ---------- | ---------- | --------- | ------ |
| 200 m    | Cristián Reyes     | 21"20    | 7        |        |        |            |            |           |        |
| Maratona | Roberto Echeverria |          |          |        |        |            |            | 2h 23'54" | 49     |

| Gara                            | Atleta              | Qualificazioni | Qualificazioni | Finale | Finale |
| Gara                            | Atleta              | Misura         | Pos.           | Misura | Pos.   |
| ------------------------------- | ------------------- | -------------- | -------------- | ------ | ------ |
| Getto del peso maschile         | Marco Antonio Verni | 17,96 m        | 19             |        |        |
| Lancio del giavellotto maschile | Ignacio Guerra      | 79,03 m        | 13             |        |        |
| Getto del peso femminile        | Natalia Duco        | 17,40 m        | 13             |        |        |

| Prova                  | Gonzalo Barroilhet | Gonzalo Barroilhet | Gonzalo Barroilhet |
| Prova                  | Risultato          | Punti              | Pos.               |
| ---------------------- | ------------------ | ------------------ | ------------------ |
| 100 metri              | 11"33              | 789                | 6                  |
| Salto in lungo         | 7,08 m             | 833                | 7                  |
| Getto del peso         | 13,23 m            | 681                | 16                 |
| Salto in alto          | 1,93 m             | 740                | 16                 |
| 400 metri              | 51"91              | 729                | 6                  |
| 110 metri ostacoli     | 14"26              | 941                | 7                  |
| Lancio del disco       | 46,07 m            | 789                | 4                  |
| Salto con l'asta       | nessuna misura     | 0                  | -                  |
| Lancio del giavellotto | non partito        | non partito        | non partito        |
| 1500 metri             | non partito        | non partito        | non partito        |
| Totale                 |                    | -                  | -                  |

## Canoa/kayak
| Gara   | Atleta           | Preliminari | Preliminari | Preliminari | Preliminari | Semifinali | Semifinali | Finale | Finale | Finale | Finale |
| Gara   | Atleta           | Manche 1    | Manche 2    | Totale      | Pos.        | Tempo      | Pos.       | Tempo  | Pos.   | Totale | Pos.   |
| ------ | ---------------- | ----------- | ----------- | ----------- | ----------- | ---------- | ---------- | ------ | ------ | ------ | ------ |
| Slalom | Pablo McCandless | 88"24       | 88"40       | 176"64      | 16          |            |            |        |        |        |        |

## Canottaggio
| Gara              | Atleta        | Batterie | Batterie | Quarti/ Ripescaggi | Quarti/ Ripescaggi | Semifinali | Semifinali         | Finale  | Finale       |
| Gara              | Atleta        | Tempo    | Pos.     | Tempo              | Pos.               | Tempo      | Pos.               | Tempo   | Pos.         |
| ----------------- | ------------- | -------- | -------- | ------------------ | ------------------ | ---------- | ------------------ | ------- | ------------ |
| Singolo maschile  | Óscar Vásquez | 7'39"58  | 3        | 7'06"61            | 4                  | 7'17"17    | 2 (semifinale C/D) | 7'07"02 | 4 (finale C) |
| Singolo femminile | Soraya Jadue  | 8'04"08  | 5        | 7'51"52            | 4                  | 8'13"67    | 2 (semifinale C/D) | 7'48"35 | 5 (finale C) |

## Ciclismo

### Su pista
| Gara                   | Atleta          | Punti | Pos. |
| ---------------------- | --------------- | ----- | ---- |
| Corsa a punti maschile | Marco Arriagada | 1     | 18   |

### Su strada e Cross country
| Gara                    | Atleta             | Tempo        | Posizione    |
| ----------------------- | ------------------ | ------------ | ------------ |
| Corsa in linea maschile | Gonzalo Garrido    | 6h 36'48"    | 70           |
| Corsa in linea maschile | Patricio Almonacid | non concluso | non concluso |
| Cross country maschile  | Cristóbal Silva    | -2 giri      | -            |
| Cross country femminile | Francisca Campos   | -2 giri      | -            |

## Equitazione
| Individuale | Sergio Iturriaga | Lago Rupanco | 63,0 | 60 |  |  |  |  |  |  |

## Judo
| Gara  | Atleta       | Preliminari | Tabellone principale                      | Tabellone principale | Tabellone principale | Tabellone principale | Tabellone principale | Ripescaggi | Ripescaggi | Ripescaggi | Ripescaggi |
| Gara  | Atleta       | Preliminari | Sedicesimi                                | Ottavi               | Quarti               | Semifinali           | Finale               | 1º turno   | Quarti     | Semifinali | Finale     |
| ----- | ------------ | ----------- | ----------------------------------------- | -------------------- | -------------------- | -------------------- | -------------------- | ---------- | ---------- | ---------- | ---------- |
| 66 kg | Felipe Novoa |             | Giovanni Nicola Casale (Italia) 0000-1000 |                      |                      |                      |                      |            |            |            |            |

## Nuoto
| Gara                         | Atleta          | Batterie | Batterie | Semifinali | Semifinali | Finale       | Finale       |
| Gara                         | Atleta          | Tempo    | Pos.     | Tempo      | Pos.       | Tempo        | Pos.         |
| ---------------------------- | --------------- | -------- | -------- | ---------- | ---------- | ------------ | ------------ |
| 50 m stile libero maschili   | Oliver Elliot   | 22"75    | 41       |            |            |              |              |
| 800 m stile libero femminili | Kristel Köbrich |          |          | 8'34"25    | 20         |              |              |
| Fondo 10 km femminile        | Kristel Köbrich |          |          |            |            | non concluso | non concluso |

## Pentathlon moderno
| Gara     | Atleta          | Tiro  | Tiro  | Scherma  | Scherma | Nuoto   | Nuoto | Equitazione | Equitazione | Corsa   | Corsa | Punteggio totale | Posizione |
| Gara     | Atleta          | Punti | Punt. | Vittorie | Punt.   | Tempo   | Punt. | Punti       | Punt.       | Tempo   | Punt. | Punteggio totale | Posizione |
| -------- | --------------- | ----- | ----- | -------- | ------- | ------- | ----- | ----------- | ----------- | ------- | ----- | ---------------- | --------- |
| Maschile | Cristián Bustos | 178   | 1072  | 12       | 688     | 2'15"26 | 1180  | 78,42       | 904         | 9'29"57 | 1124  | 4968             | 27        |

## Scherma
| Gara              | Atleta          | Turno 1                        | Sedicesimi                         | Ottavi | Quarti | Semifinali | Finale |
| ----------------- | --------------- | ------------------------------ | ---------------------------------- | ------ | ------ | ---------- | ------ |
| Spada individuale | Paris Inostroza | Shogo Nishida (Giappone) 15-11 | Silvio Fernández (Venezuela) 10-15 |        |        |            |        |

## Sollevamento pesi
| Gara  | Atleta            | Strappo | Strappo | Slancio | Slancio | Totale | Posizione |
| Gara  | Atleta            | Ris.    | Pos.    | Ris.    | Pos.    | Totale | Posizione |
| ----- | ----------------- | ------- | ------- | ------- | ------- | ------ | --------- |
| 75 kg | Elizabeth Poblete | 91      | 12      | 106     | 12      | 197    | 12        |

## Tiro
| Gara  | Atleta       | Qualificazioni | Qualificazioni | Finale    | Finale       | Finale |
| Gara  | Atleta       | Punteggio      | Pos.           | Punteggio | Punt. totale | Pos.   |
| ----- | ------------ | -------------- | -------------- | --------- | ------------ | ------ |
| Skeet | Jorge Atalah | 111            | 28             |           |              |        |

## Tennis
| Gara               | Atleta                          | Trentaduesimi                 | Sedicesimi                                        | Ottavi                          | Quarti                               | Semifinali                             | Finale                             |
| ------------------ | ------------------------------- | ----------------------------- | ------------------------------------------------- | ------------------------------- | ------------------------------------ | -------------------------------------- | ---------------------------------- |
| Singolare maschile | Fernando González               | Sun Peng (Cina) 6-4 6-4       | Marin Čilić (Croazia) 6-4 4-2                     | Olivier Rochus (Belgio) 6-0 6-3 | Paul-Henri Mathieu (Francia) 6-4 6-4 | James Blake (Stati Uniti) 4-6 7-5 11-9 | Rafael Nadal (Spagna) 3-6 62-7 3-6 |
| Singolare maschile | Nicolás Massú                   | Steve Darcis (Belgio) 6-4 7-5 | David Nalbandian (Argentina) 6'-7 1-6             |                                 |                                      |                                        |                                    |
| Doppio maschile    | Fernando González Nicolás Massú |                               | Dmitrij Tursunov Michail Južnyj (Russia) 65-7 4-6 |                                 |                                      |                                        |                                    |

## Triathlon
| Gara           | Atleta         | Nuoto  | Ciclismo  | Corsa  | Tempo totale | Posizione |
| -------------- | -------------- | ------ | --------- | ------ | ------------ | --------- |
| Gara femminile | Bárbara Rivero | 20'21" | 1h 26'52" | 36'16" | 2h 03'42"56  | 25        |

## Vela
| Gara           | Atleta           | Regata | Regata | Regata | Regata | Regata | Regata | Regata | Regata | Regata | Regata     | Regata | Punteggio | Pos. |
| Gara           | Atleta           | 1      | 2      | 3      | 4      | 5      | 6      | 7      | 8      | 9      | 10         | M      | Punteggio | Pos. |
| -------------- | ---------------- | ------ | ------ | ------ | ------ | ------ | ------ | ------ | ------ | ------ | ---------- | ------ | --------- | ---- |
| Laser maschile | Matías del Solar | 3      | 34     | 30     | 25     | 21     | 9      | 25     | 23     | -      | cancellata |        | 170       | 25   |